# Klaus Täuber
Klaus Täuber (ur. 17 stycznia 1958 w Erlangen, zm. 1 lipca 2023) – niemiecki piłkarz występujący na pozycji napastnika. Trener piłkarski.

## Kariera
Täuber zawodową karierę rozpoczynał w 1976 roku 1. FC Nürnberg z 2. Bundesligi Süd. W 1978 roku awansował z nim do Bundesligi. W tych rozgrywkach zadebiutował 2 września 1978 roku w przegranym 0:2 meczu z 1. FC Köln. 16 grudnia 1978 roku w przegranym 1:3 pojedynku z Werderem Brema strzelił pierwszego gola w Bundeslidze. W 1979 roku spadł z zespołem do 2. Bundesligi Süd. W 1. FC Nürnberg spędził jeszcze rok.
W 1980 roku Täuber odszedł do drugoligowego Stuttgarter Kickers. Spędził tam 3 lata. W tym czasie rozegrał tam 99 spotkań i zdobył 49 bramek. W 1983 roku przeniósł się do innego drugoligowego zespołu, FC Schalke 04. W 1984 roku awansował z nim do Bundesligi. W Schalke spędził w sumie 4 lata. Łącznie rozegrał tam 125 ligowych spotkań i strzelił 58 goli.
W 1987 roku Täuber podpisał kontrakt z Bayerem 04 Leverkusen, również z Bundesligi. Pierwszy ligowy mecz zaliczył tam 31 lipca 1987 roku przeciwko Waldhofowi Mannheim (1:0). W 1988 roku zdobył z klubem Puchar UEFA, po pokonaniu w jego finale Espanyolu. W 1988 roku i w 1989 roku zajął z zespołem 8. miejsce w Bundeslidze, które było jego najwyższym w karierze. W 1989 roku zakończył karierę.